# مريم التوزاني
مريم التوزاني (مواليد 17 سبتمبر 1980) هي ممثلة ومخرجة أفلام مغربية، اشتهرت من خلال إخراجها لفيلم آدم، وفيلم القفطان الأزرق.

## مسيرتها
ولدت مريم التوزاني سنة 1980 بمدينة طنجة.
كانت في البداية صحفية متخصصة في السينما، بعد دراستها في لندن. ثم أصبحت كاتبة سيناريو ومخرجة الأفلام القصيرة والأفلام الوثائقية.
في عام 2011، أخرجت فيلمها القصير الأول (Quand ils dormant).
في عام 2014، قامت بتصوير فيلم وثائقي بعنوان (Ma Vieille Peau / Much Loved) عن الدعارة في المغرب. وهو الذي شكّل أرضية للفيلم المثير للجدل الزين اللي فيك الذي صدر سنة 2015 من إخراج نبيل عيوش.
سنة 2015، أصدرت فيلمها القصير الثاني آية والبحر، الذي يتطرق لموضوع استغلال الأطفال الصغار كخادمات منازل. ·  · 
مثّلت لأول مرة في فيلم غزية الذي صدر في عام 2017، وشاركت في كتابة السيناريو مع مخرجه نبيل عيوش. · 

## أعمالها
- 2011: Quand ils dorment (فيلم قصير)، سيناريو، إخراج.
- 2014 : Sous Ma Vieille Peau / Much Loved (فيلم وثائقي)، سيناريو، إخراج.
- 2015: آية والبحر (فيلم قصير)، سيناريو، إخراج.
- 2017: غزية (فيلم طويل)، سيناريو، تمثيل.
- 2019: آدم (فيلم طويل)، سيناريو، إخراج.
- 2022: القفطان الأزرق (فيلم طويل)، سيناريو، إخراج.

## روابط خارجية
- مريم التوزاني على موقع IMDb (الإنجليزية)
- مريم التوزاني على موقع قاعدة بيانات الأفلام العربية
- مريم التوزاني على موقع ألو سيني (الفرنسية)
- مريم التوزاني على موقع قاعدة بيانات الفيلم (الإنجليزية)